# Ulosa spongia
Ulosa spongia är en svampdjursart som beskrevs av de Laubenfels 1954. Ulosa spongia ingår i släktet Ulosa och familjen Esperiopsidae.
Artens utbredningsområde är havet kring Mikronesien. Inga underarter finns listade i Catalogue of Life.